# Robert Whitaker
Robert Whitaker, född 1952, är en amerikansk journalist och författare som främst skrivit om medicin, vetenskap och historia. Whitaker är författare till fem böcker, varav tre adresserar den moderna psykiatrins historia och eller praktik. Han har vunnit ett flertal utmärkelser för vetenskapligt skrivande, och 1998 var han en del av ett team som skrev för Boston Globe, vilka nominerades till Pulitzerpriset för public service 1999, på grundval av en serie artiklar som ifrågasatte etiken kring psykiatrisk forskning inom vilken intet ont anande patienter gavs läkemedel som förväntades förvärra deras psykotiska tillstånd. Han är grundaren och utgivaren av Mad in America, ett webbzine som håller en kritisk inställning gentemot det samtida psykiatriska etablissemanget.

## Gärning
Whitaker var medicinsk skribent vid tidningen Albany Times Union i Albany, New York från 1989 till 1994. 1992 erhöll han ett stipendium (Knight Science Journalism) vid MIT. Efter det blev han ansvarig chef för publikationerna vid Harvard Medical School. År 1994 grundade han ett förlagsföretag, CenterWatch, som inriktade sig på industrin gällande kliniska prövningar. CenterWatch förvärvades senare av Medical Economics, en division av The Thomson Corporation, 1998.

## Priser & utmärkelser
Artiklar som Whitaker var med och skrev vann 1988 års George Polk Award för medicinsk artikel. och 1998 års National Association of Science Writers ' Science in Society Journalism Award för bästa tidningsartikel.
En Boston Globe-artikelserie från 1998 som Whitaker var med och skrev om psykiatrisk forskning var finalist för Pulitzerpriset för public service 1999.
I april 2011 tillkännagav IRE (Investigative Reporters and Editors) att Anatomy of an Epidemic hade vunnit priset för den bästa undersökande journalistboken 2010, med motiveringen: "Denna bok tillhandahåller en fördjupad utforskning av medicinska studier och vetenskap, blandat med övertygande anekdotiska exempel. I slutändan underminerar Whitaker den konventionella visdomen att behandla psykisk sjukdom med droger."